# S7 Ticket
«S7 Ticket» (рус. эс сэ́вэн ти́кет, юридическое название — ООО «С7 Билет») — аффилированный агент по продажам авиабилетов компаний «S7 Airlines» и «Глобус», а совместно с «S7 Tour» и туристических путёвок, аккредитована Транспортно-клиринговой палатой. Входит в группу компаний «S7 Group».

## История
До 2006 года «S7 Ticket» была подразделением авиакомпании «Сибирь» с сетью филиалов по России и в некоторых зарубежных странах. После организации «S7 Group» стала отдельной компанией.
Первым генеральным директором S7 Билет был Печурин Вячеслав Александрович. С 2011 года компания входит в число участников международной ассоциации воздушного транспорта (IATA).

## Деятельность

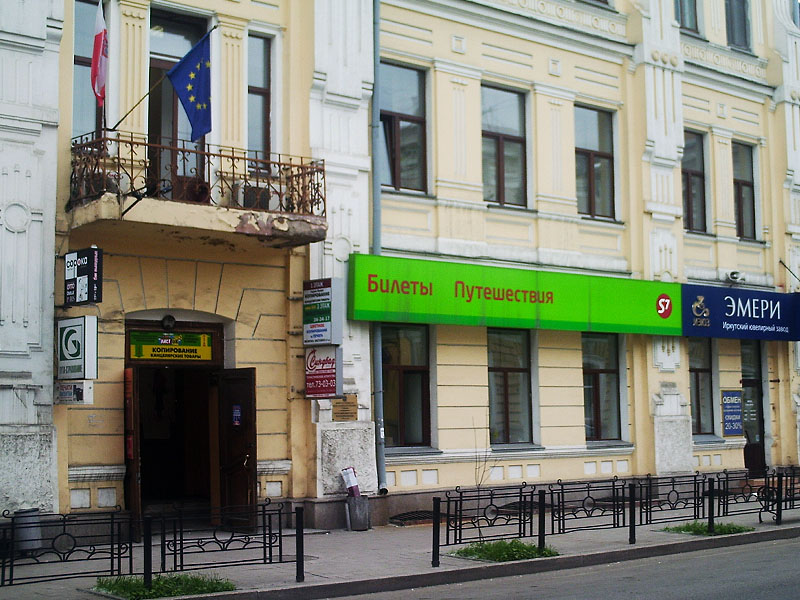
Один из офисов «S7 Ticket» и «S7 Tour» в Иркутске

«S7 Ticket» имеет более 100 пунктов продаж в 45 городах России, 29 из которых — комплексные офисы. Помимо продаж авиабилетов, компания реализует туристические путёвки (совместно с «S7 Tour) и железнодорожные билеты.

### Финансовые показатели
В 2006 году выручка компании составила около 4,78 миллиарда рублей. В 2007 году — 6,5 миллиарда рублей (рост на 36% по сравнению с предыдущим годом). Это более миллиона проданных билетов.
В 2011 году валовой оборот «S7 Ticket» составил более 7,6 млрд. рублей.